# Luigi Antonio Sabbatini
Luigi Antonio Sabbatini O.F.M.Conv. (Albano Laziale, 1732 – Padova, 29 gennaio 1809) è stato un francescano e compositore italiano.

## Biografia
Religioso dell'Ordine dei Frati minori conventuali, nel 1759 circa si trasferì a Bologna dove in San Francesco fu allievo del Padre Giovanni Battista Martini. 
Maestro di cappella in San Barnaba a Marino e quindi nella basilica romana dei Santi Apostoli, nel 1780 declinò l'offerta del magistero della cappella musicale del Santo di Padova, che comunque accettò nel 1786.
Nel maggio 1807 fu aggregato all'Accademia italiana di scienze, lettere ed arti di Livorno.